# Mohammed Al-Rubaie
Mohammed Faraj Al-Rubaie, noto semplicemente come Mohammed Al-Rubaie o Mohammed Al-Yami (in arabo محمد اليامي‎?; 14 agosto 1997), è un calciatore saudita, portiere dell'Al-Hilal e della Nazionale saudita.

## Carriera

### Club
Ha giocato nella prima divisione saudita.

### Nazionale
Ha partecipato ai Mondiali Under-20 del 2017 ed ai Giochi Olimpici di Tokyo.
Con la nazionale saudita ha preso parte alla Coppa d'Asia 2019 ed ai Mondiali del 2022.

## Statistiche

### Presenze e reti nei club
Statistiche aggiornate al 9 settembre 2023
| Stagione        | Squadra         | Campionato      | Campionato | Campionato | Coppe nazionali | Coppe nazionali | Coppe nazionali | Coppe continentali | Coppe continentali | Coppe continentali | Altre coppe | Altre coppe | Altre coppe | Totale | Totale |
| Stagione        | Squadra         | Comp            | Pres       | Reti       | Comp            | Pres            | Reti            | Comp               | Pres               | Reti               | Comp        | Pres        | Reti        | Pres   | Reti   |
| --------------- | --------------- | --------------- | ---------- | ---------- | --------------- | --------------- | --------------- | ------------------ | ------------------ | ------------------ | ----------- | ----------- | ----------- | ------ | ------ |
| 2018-2019       | Al-Batin        | SPL             | 6          | -11        | KCC             | 1               | -4              | -                  | -                  | -                  |             | -           | -           | 7      | -15    |
| 2019-2020       | Al-Ahli         | SPL             | 1          | -2         | KCC             | 1               | -2              | AFC                | 0                  | 0                  |             | -           | -           | 2      | -4     |
| 2020-2021       | Al-Ahli         | SPL             | 7          | -7         | KCC             | 0               | 0               | AFC                | 0                  | 0                  |             | -           | -           | 7      | -7     |
| 2021-2022       | Al-Ahli         | SPL             | 18         | -23        | KCC             | 2               | -3              | -                  | -                  | -                  |             | -           | -           | 20     | -26    |
| 2022-2023       | Al-Ahli         | PD              | 1          | -3         | -               | -               | -               | -                  | -                  | -                  |             | -           | -           | 1      | -3     |
| Totale Al Ahli  | Totale Al Ahli  | Totale Al Ahli  | 27         | -35        |                 | 3               | -5              |                    | 0                  | 0                  |             | -           | -           | 30     | -40    |
| 2023-2024       | Al-Hilal        | SPL             | 0          | 0          | KC              | 0               | 0               | -                  | -                  | -                  | SS+CdC      | 0           | 0           | 0      | 0      |
| Totale carriera | Totale carriera | Totale carriera | 33         | -46        |                 | 4               | -9              |                    | 0                  | 0                  |             | -           | -           | 37     | -55    |

## Palmarès

### Club

#### Competizioni nazionali
- Prima Divisione (Arabia Saudita): 1

Al-Ahli: 2022-2023
- Campionato saudita: 1

Al-Hilal: 2023-2024
- Coppa del Re dei Campioni: 1

Al-Hilal: 2023-2024